# Calycomyza verbesinae
Calycomyza verbesinae är en tvåvingeart som beskrevs av Spencer 1963. Calycomyza verbesinae ingår i släktet Calycomyza och familjen minerarflugor. Inga underarter finns listade i Catalogue of Life.